# Ułan-Burgasy
Ułan-Burgasy (ros.: Улан-Бургасы) – pasmo górskie w Buriacji, w Rosji, na wschód od Bajkału. Rozciągające się z południowego zachodu na północny wschód pomiędzy rzekami Turką i Kurbą, na długości ok. 200 km. Najwyższy szczyt, Churchag, osiąga 2049 m n.p.m. Pasmo zbudowane ze starych skał metamorficznych z intruzjami granitowymi. Rzeźba ma charakter średniogórski. Do wysokości 700–800 m n.p.m. przeważa roślinność stepowa, w wyższych partiach występuje tajga modrzewiowa.